# Marquesado de Molina
El marquesado de Molina es un título nobiliario castellano que el rey Carlos I de España otorgó como dignidad para los herederos al marquesado de los Vélez. Esta concesión se produjo en la persona de Luis Fajardo y de la Cueva, II marqués de los Vélez. Durante siglos "marqués de Molina" fue el título de cortesía que llevó el heredero aparente del marqués de los Vélez.
Esta merced no aportó nuevos feudos al mayorazgo familiar, pues sólo supuso una elevación de rango del señorío de Molina Seca, propiedad de los Fajardo desde fecha desconocida de 1387. Fueron miembros de este clan murciano los que ostentaron el título hasta 1713, para que en 1779, tras diversas alianzas matrimoniales, entrara en la Casa de Medina Sidonia.
En la actualidad, como reconoce el Ministerio de Justicia de España, su legítimo poseedor es Miguel Márquez y Osorio, V duque de Santa Cristina y descendiente del XIX duque de Medina Sidonia.

## Historia de los marqueses de Molina
La importancia histórica de este marquesado no es muy amplia, ya que se trataba de uno de los muchos títulos incluidos en el mayorazgo de la Casa de Fajardo, cuya jefatura ostentaban los marqueses de los Vélez. No obstante, en tanto que fuesen herederos de su Casa, todas sus acciones tanto políticas como militares quedarían asociadas al marquesado de Molina.
Esta situación se produjo hasta 1693, cuando la sucesión del Estado de los Vélez recayó en María Teresa Fajardo, duquesa consorte de Montalto, que incluyó el marquesado en una Casa poseedora de vastos estados y un inmenso conglomerado de títulos nobiliarios. En 1713, se produjo la misma eventualidad al heredar Fadrique Álvarez de Toledo las Casas de Montalto y los Vélez, para unirlas a sus títulos de marqués de Villafranca, duque de Fernandina, marqués de Villanueva de Valdueza y príncipe de Montalbán.
En 1779, la Casa de Medina Sidonia recayó en el XI marqués de Villafranca, que al ser uno de los veinticinco linajes que poseían la Grandeza Inmemorial, ostentaba un rango superior a los demás estados en posesión del marqués. Esto supuso que el condado de Niebla, junto al ducado de Fernandina que usaban los herederos a la Casa de Villafranca, fuese la titulación propia del primogénito.
Al quedar el marquesado suplantado en su función, a lo largo del siglo XIX se concedió sucesivas veces a hijos segundones de la Casa.

### Señores de Molina Seca
1. Alfonso Yánez Fajardo, I señor de Molina
2. Juan Alfonso Fajardo, II señor de Molina
3. Pedro Fajardo y Quesada, III señor de Molina
4. Luisa Fajardo y Manrique de Lara, IV señora de Molina
5. Pedro Fajardo y Chacón, V señor de Molina y I marqués de los Vélez

### Marqueses de Molina
1. Luis Fajardo y de la Cueva, I marqués de Molina y II marqués de los Vélez
2. Pedro Fajardo y Fernández de Córdoba, II marqués de Molina y III marqués de los Vélez
3. Luis Fajardo y Requeséns, III marqués de Molina y IV marqués de los Vélez
4. Pedro Fajardo y Pimentel, IV marqués de Molina y V marqués de los Vélez
5. Fernando Fajardo y Álvarez de Toledo, V marqués de Molina y VI marqués de los Vélez
6. María Teresa Fajardo y Álvarez de Toledo, VI marquesa de Molina y VII marquesa de los Vélez
7. Catalina Moncada de Aragón y Fajardo, VII marquesa de Molina y IX duquesa de Montalto
8. Fadrique Vicente de Toledo Osorio, VIII marqués de Molina y IX marqués de Villafranca
9. Antonio Álvarez de Toledo Osorio, IX marqués de Molina y X marqués de Villafranca
10. José Álvarez de Toledo Osorio, X marqués de Molina y XV duque de Medina Sidonia
11. Francisco de Borja Álvarez de Toledo Osorio, XI marqués de Molina y XVI duque de Medina Sidonia
12. Pedro de Alcántara Álvarez de Toledo y Palafox, XII marqués de Molina y XVII duque de Medina Sidonia
13. José Álvarez de Toledo y Silva, XIII marqués de Molina y XVIII duque de Medina Sidonia
14. José Álvarez de Toledo y Caro (m. 1880)
15. Joaquín Álvarez de Toledo y Caro, XIV marqués de Molina y XIX duque de Medina Sidonia
16. Ildefonso Álvarez de Toledo y Caro, XV marqués de Molina
17. José Márquez y Álvarez de Toledo, XVI marqués de Molina y IV duque de Santa Cristina
18. Miguel Márquez y Osorio, XVII marqués de Molina y V duque de Santa Cristina